# Cycas falcata
Cycas falcata — вид голонасінних рослин класу саговникоподібні (Cycadopsida).
Етимологія: від латинського falcatus — «серповидий або зігнутий у формі серпа», від чітко вигнутих листочків.

## Опис
Стовбури деревовиді, 5 м заввишки, 12–30 см діаметром у вузькому місці. Листки темно-зелені (оливково-зелені), високоглянсові, завдовжки 180–300 см. Мегаспорофіли 19–27 см завдовжки, коричнево-повстяні. Насіння плоске, яйцевиде, 42–46 мм завдовжки, 25–30 мм завширшки; саркотеста помаранчевий, не вкрита нальотом.

## Поширення, екологія
Країни поширення: Індонезія (Сулавесі). Цей вид зустрічається у місцях проживання від зімкнутого лісу до відкритих невисоких деревних саван від повного сонця до важкої тіні, поверх вапняку або серпентинітових субстратів.

## Загрози та охорона
Загрози для цього виду невідомі.